# Talismã
Talismã là một đô thị thuộc bang Tocantins, Brasil. Đô thị này có diện tích 2156,892 km², dân số năm 2007 là 2555 người, mật độ 1,18 người/km².